# 윌리엄 펨블

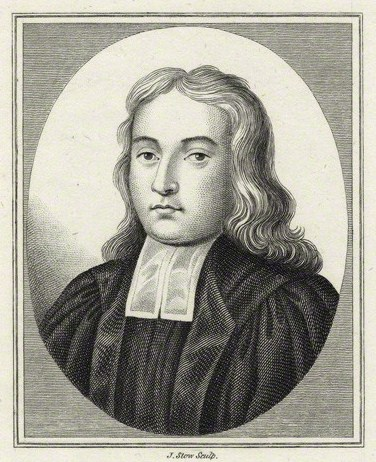
윌리엄 펨블 초상화

윌리엄 펨블(William Pemble, 1591년 - 1623년)은 잉글랜드의 신학자이며 신학에 대한 다양한 주장을 펼쳤다.
특히, 성화 (기독교)기 칭의를 앞선다는 주장을 펼쳤다. 그는 에드워드 레이의 스승이었다.